# Croton kimosorum
Croton kimosorum är en törelväxtart som beskrevs av Jacques Désiré Leandri. Croton kimosorum ingår i släktet Croton och familjen törelväxter. Inga underarter finns listade i Catalogue of Life.